# باشگاه ورزشی یورگوردن
باشگاه ورزشی یورگوردن باشگاه ورزشی سوئدی است که در رشته‌های گوناگون ورزشی فعالیت می‌کند و در شهر استکهلم قرار دارد.

## تاریخچه
این باشگاه در سال ۱۸۹۱ (۱۲۷۰) توسط گروهی از ورزشکاراران در منطقه یورگوردن شهر استکهلم بنیان نهاده شد. این باشگاه در ابتدا در ورزش‌های زمستانی، فوتبال و دو و میدانی فعالیت داشت اما به سرعت وارد رشته‌های دیگر شد و در نهایت به یکی از موفق‌ترین باشگاه‌های ورزشی سوئد در قرن ۲۰ و ۲۱ بدل گردید.
در حال حاضر بخش‌های فوتبال و هاکی روی یخ باشگاه بسیار پرطرفدار است.

## هواداران مشهور
- کارل گوستاف شانزدهم شاهنشاه سوئد
- فردریک راینفلد نخست وزیر سوئد
- اولاف پالمه نخست وزیر پیشین سوئد
- استفان پرسون از بازرگانان مشهور سوئدی
- کارل هنریک اسونبرگ از بازرگانان مشهور سوئدی و مدیر شرکت‌های بریتیش پترولئوم و ولوو
- لوا فالکمن خواننده اپرا
- کریستر فوگلسانگ نخستین فضانورد اهل اسکاندیناوی